# Erdőtelek
Erdőtelek är en ort i Ungern.   Den ligger i provinsen Heves, i den centrala delen av landet, 100 km öster om huvudstaden Budapest. Erdőtelek ligger 106 meter över havet och antalet invånare är 3 443.
Terrängen runt Erdőtelek är mycket platt. Runt Erdőtelek är det ganska tätbefolkat, med 72 invånare per kvadratkilometer. Närmaste större samhälle är Heves, 9,6 km söder om Erdőtelek. Trakten runt Erdőtelek består till största delen av jordbruksmark.